# Sindaco di Londra
Il Sindaco di Londra (Mayor of London o  London Mayor) è l'autorità elettiva che governa l'area della Grande Londra. Il ruolo, creato nel 2000, è stato il primo ed è tuttora l'unico a elezione diretta per un sindaco nel Regno Unito. Il primo sindaco è stato Ken Livingstone; il secondo sindaco è stato Boris Johnson; e il terzo nonché l'attuale sindaco è Sadiq Khan, eletto nel 2016.

## Ruolo
Il sindaco è responsabile delle finanze e della pianificazione strategica di funzioni governative sull'area della Grande Londra. I suoi piani sono votati dalla London Assembly e messi in pratica dalle Greater London Authority. Tra le aree di responsabilità ci sono i trasporti, la polizia, i vigili del fuoco, i servizi di emergenza, la cultura e lo sviluppo economico.

### Poteri aggiuntivi
Il Dipartimento per le Comunità ed il Governo locale ha proposto nuovi poteri da affidare al sindaco il 13 luglio 2006, tra cui un ruolo rafforzato sulla pianificazione e altri campi d'azione come lo smaltimento dei rifiuti, lo sport, la salute, l'ambiente e le relazioni con i corpi funzionali.

## Elezioni

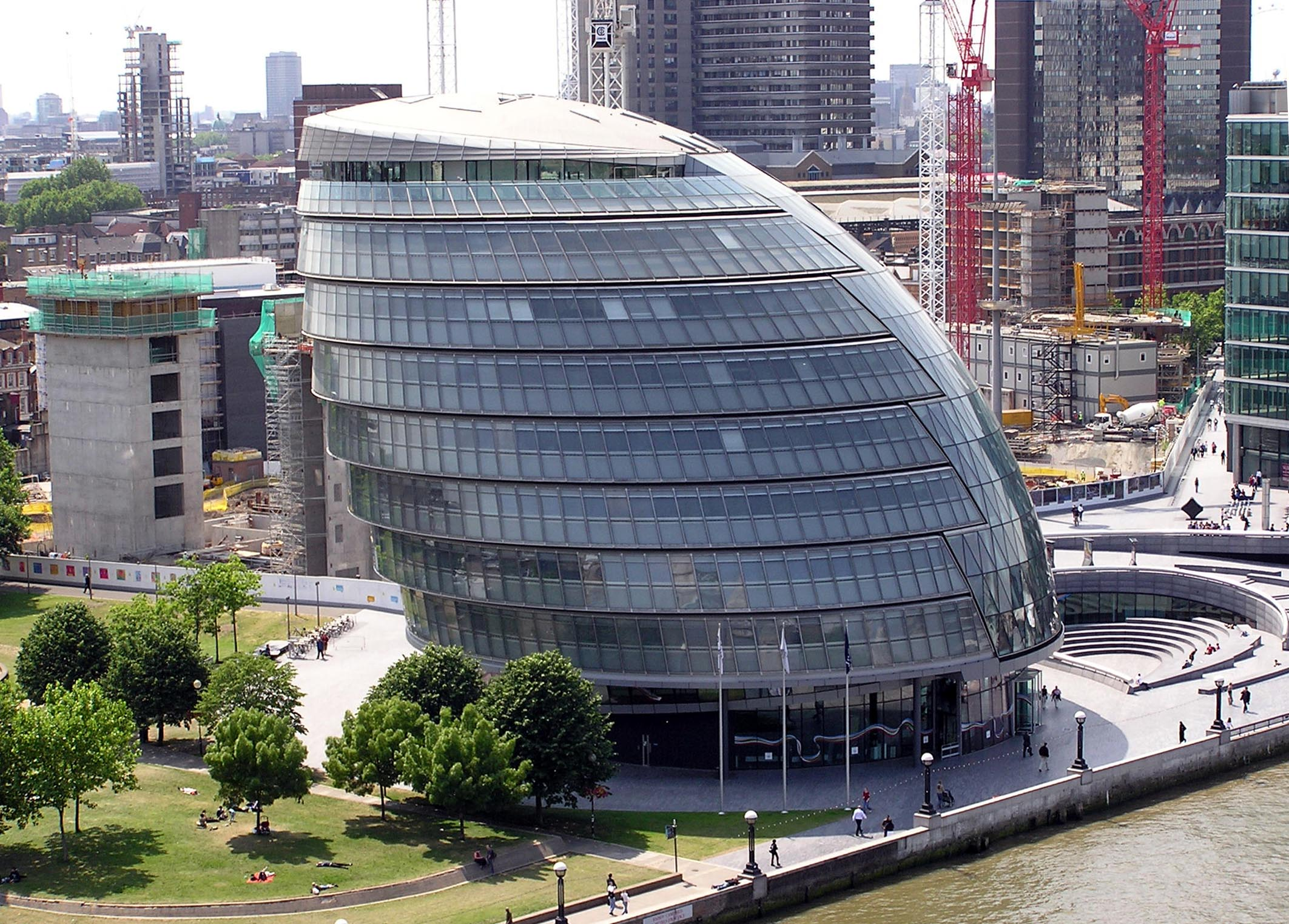
City Hall di Southwark, sul Tamigi vicino al Tower Bridge, sede del sindaco fino al 2021 ed oggi noto come 110 The Queen's Walk; la nuova sede dell'amministrazione londinese si trova nel borgo di Newham

Il mandato del sindaco di Londra dura quattro anni, con la prima elezione avvenuta nel maggio 2000. Come la maggior parte degli incarichi elettivi nel paese, c'è un deposito, in questo caso di £10 000, che è rimborsabile se il candidato ottiene almeno il 5% dei voti di prima preferenza.
Il sindaco di Londra è l'unico di tutto il Regno Unito ad essere eletto direttamente dai cittadini. Si usa il sistema del voto suppletivo: ogni elettore ha due voti, uno principale ed uno di riserva. Viene eletto il candidato che ottenga la maggioranza assoluta dei voti principali. Qualora ciò non accada, ai due principali candidati vengono assegnati tanti voti aggiuntivi quanti sono i voti di riserva loro accordati dagli elettori dei candidati minori (non si contano i voti di riserva di chi ha scelto l'avversario). Il contendente che assomma più voti a questo punto del calcolo è dichiarato vincitore.

### 2000
La campagna elettorale del 2000 fu contrassegnata da incidenti. Il vincitore finale, Ken Livingstone, contraddisse la sua precedente affermazione di non correre come indipendente, dopo aver perso le primarie del Partito Laburista contro Frank Dobson. Nel 1998 aveva indicato che avrebbe governato un solo mandato (impegno che confermò nel corso della campagna 2000), quando rispose al libro bianco della GLA:  «Se ho la fortuna di essere eletto come primo sindaco di Londra [...] non vorrei servire più di un mandato».
Il Partito conservatore dovette sostituire Lord Archer di Weston-super-Mare come proprio candidato, quando questi fu accusato di spergiuro. Steven Norris fu scelto come suo sostituto, nonostante rivelazioni di tabloid sulle sue numerose relazioni extra-coniugali. La candidata liberaldemocratica fu Susan Kramer.
| Risultati delle Elezioni 2000 | Risultati delle Elezioni 2000 | Risultati delle Elezioni 2000 | Risultati delle Elezioni 2000 | Risultati delle Elezioni 2000 | Risultati delle Elezioni 2000 | Risultati delle Elezioni 2000 | Risultati delle Elezioni 2000 | Risultati delle Elezioni 2000 |
| Nome                          | Nome                          | Partito                       | Prima preferenza              | %                             | Seconda preferenza            | %                             | Finale                        | %                             |
| ----------------------------- | ----------------------------- | ----------------------------- | ----------------------------- | ----------------------------- | ----------------------------- | ----------------------------- | ----------------------------- | ----------------------------- |
|                               | Ken Livingstone               | Indipendente                  | 667.877                       | 39,0                          | 178.809                       | 12,6                          | 776.427                       | 57,9                          |
|                               | Steven Norris                 | Partito conservatore          | 464.434                       | 27,1                          | 188.041                       | 13,2                          | 564.137                       | 42,1                          |
|                               | Frank Dobson                  | Laburista                     | 223.884                       | 13,1                          | 228.095                       | 16,0                          |                               |                               |
|                               | Susan Kramer                  | Lib Dem                       | 203.452                       | 11,9                          | 404.815                       | 28,5                          |                               |                               |
|                               | Ram Gidoomal                  | CPA                           | 42.060                        | 2,4                           | 56.489                        | 4,0                           |                               |                               |
|                               | Darren Johnson                | Verdi                         | 38.121                        | 2,2                           | 192.764                       | 13,6                          |                               |                               |
|                               | Michael Newland               | BNP                           | 33.569                        | 2,0                           | 45.337                        | 3,2                           |                               |                               |
|                               | Damian Hockney                | UKIP                          | 16.324                        | 1,0                           | 43.672                        | 3,1                           |                               |                               |
|                               | Geoffrey Ben-Nathan           | Pro-Motorist Small Shop       | 9.956                         | 0,6                           | 23.021                        | 1,6                           |                               |                               |
|                               | Ashwin Tanna                  | Indipendente                  | 9.015                         | 0,5                           | 41.766                        | 2,9                           |                               |                               |
|                               | Geoffrey Clements             | NLP                           | 5.470                         | 0,3                           | 18.185                        | 1,3                           |                               |                               |

### 2004
| Risultati delle Elezioni 2004 | Risultati delle Elezioni 2004 | Risultati delle Elezioni 2004 | Risultati delle Elezioni 2004 | Risultati delle Elezioni 2004 | Risultati delle Elezioni 2004 | Risultati delle Elezioni 2004 | Risultati delle Elezioni 2004 | Risultati delle Elezioni 2004 |
| Nome                          | Nome                          | Partito                       | Prima preferenza              | %                             | Seconda preferenza¹           | %                             | Finale                        | %                             |
| ----------------------------- | ----------------------------- | ----------------------------- | ----------------------------- | ----------------------------- | ----------------------------- | ----------------------------- | ----------------------------- | ----------------------------- |
|                               | Ken Livingstone               | Laburista                     | 685.541                       | 35,7                          | 250.517                       | 13,0                          | 828.380                       | 55,4                          |
|                               | Steven Norris                 | Conservatore                  | 542.423                       | 28,2                          | 222.559                       | 11,6                          | 667.178                       | 44,6                          |
|                               | Simon Hughes                  | Lib Dem                       | 284.645                       | 14,8                          | 465.704                       | 24,3                          | N/A                           |                               |
|                               | Frank Maloney                 | UKIP                          | 115.665                       | 6,0                           | 193.157                       | 10,0                          | N/A                           |                               |
|                               | Lindsey German                | RESPECT                       | 61.731                        | 3,2                           | 63.294                        | 3,3                           | N/A                           |                               |
|                               | Julian Leppert                | BNP                           | 58.405                        | 3,0                           | 70.736                        | 3,7                           | N/A                           |                               |
|                               | Darren Johnson                | Verdi                         | 57.331                        | 2,9                           | 208.686                       | 10,9                          | N/A                           |                               |
|                               | Ram Gidoomal                  | CPA                           | 41.696                        | 2,2                           | 56.721                        | 2,9                           | N/A                           |                               |
|                               | Lorna Reid                    | IWCA                          | 9.542                         | 0,5                           | 39.678                        | 2,1                           | N/A                           |                               |
|                               | Tammy Nagalingam              | Indipendente                  | 6.692                         | 0,4                           | 20.391                        | 1,1                           | N/A                           |                               |

### 2008
| Risultati delle Elezioni 2008 | Risultati delle Elezioni 2008 | Risultati delle Elezioni 2008 | Risultati delle Elezioni 2008 | Risultati delle Elezioni 2008 | Risultati delle Elezioni 2008 | Risultati delle Elezioni 2008 | Risultati delle Elezioni 2008 | Risultati delle Elezioni 2008 |
| Nome                          | Nome                          | Partito                       | Prima preferenza              | %                             | Seconda preferenza            | %                             | Finale                        | %                             |
| ----------------------------- | ----------------------------- | ----------------------------- | ----------------------------- | ----------------------------- | ----------------------------- | ----------------------------- | ----------------------------- | ----------------------------- |
|                               | Boris Johnson                 | Conservatore                  | 1.043.761                     | 42,48 (+14,28%)               | 257.792                       | 10,49                         | 1.168.738                     | 53,17 (+8,57)                 |
|                               | Ken Livingstone               | Laburista                     | 893.877                       | 36,38 (+0,7%)                 | 303.198                       | 12,34                         | 1.028.966                     | 46,73 (-8,57)                 |
|                               | Brian Paddick                 | Lib Dem                       | 236.685                       | 9,63 (–5,2%)                  | 641.412                       | 26,11                         |                               |                               |
|                               | Siân Berry                    | Verdi                         | 77.374                        | 3,15 (+0,3%)                  | 331.727                       | 13,50                         |                               |                               |
|                               | Richard Barnbrook             | BNP                           | 69.710                        | 2,84 (+0,2%)                  | 128,609                       | 5,23                          |                               |                               |
|                               | Alan Craig                    | CPA                           | 39.249                        | 1,6 (–0,6%)                   | 80.140                        | 3,26                          |                               |                               |
|                               | Gerard Batten                 | UKIP                          | 22,422                        | 0,91 (–5,1%)                  | 113.651                       | 4,63                          |                               |                               |
|                               | Lindsey German                | RESPECT                       | 16.796                        | 0,68                          | 35.057                        | 1,43                          |                               |                               |
|                               | Matt O'Connor2                | English Democrats (ritirato)  | 10.695                        | 0,44                          | 73.538                        | 2,99                          |                               |                               |
|                               | Winston McKenzie              | Indipendente                  | 5.389                         | 0,22                          | 38.954                        | 1,59                          |                               |                               |

### 2012
| Risultati delle Elezioni 2012 | Risultati delle Elezioni 2012 | Risultati delle Elezioni 2012 | Risultati delle Elezioni 2012 | Risultati delle Elezioni 2012 | Risultati delle Elezioni 2012 | Risultati delle Elezioni 2012 | Risultati delle Elezioni 2012 | Risultati delle Elezioni 2012 |
| Nome                          | Nome                          | Partito                       | Prima preferenza              | %                             | Seconda preferenza            | %                             | Finale                        | %                             |
| ----------------------------- | ----------------------------- | ----------------------------- | ----------------------------- | ----------------------------- | ----------------------------- | ----------------------------- | ----------------------------- | ----------------------------- |
|                               | Boris Johnson                 | Conservatore                  | 971.931                       | 44,01                         | 82.880                        | 44,74                         | 1.054.811                     | 51,53                         |
|                               | Ken Livingstone               | Laburista                     | 889.918                       | 40,30                         | 102.355                       | 55,26                         | 992.273                       | 48,47                         |
|                               | Jenny Jones                   | Verdi                         | 98.913                        | 4,48                          |                               |                               |                               |                               |
|                               | Brian Paddick                 | Lib Dem                       | 91.774                        | 4,16                          |                               |                               |                               |                               |
|                               | Siobhan Benita                | Indipendente                  | 83.914                        | 3,80                          |                               |                               |                               |                               |
|                               | Gerard Batten                 | UKIP                          | 43.274                        | 1,96                          |                               |                               |                               |                               |
|                               | Carlos Cortiglia              | BNP                           | 28.751                        | 1,30                          |                               |                               |                               |                               |

### 2016
| Risultati delle Elezioni 2016 | Risultati delle Elezioni 2016 | Risultati delle Elezioni 2016 | Risultati delle Elezioni 2016 | Risultati delle Elezioni 2016 | Risultati delle Elezioni 2016 | Risultati delle Elezioni 2016 | Risultati delle Elezioni 2016 | Risultati delle Elezioni 2016 |
| Nome                          | Nome                          | Partito                       | Prima preferenza              | %                             | Seconda preferenza            | %                             | Finale                        | %                             |
| ----------------------------- | ----------------------------- | ----------------------------- | ----------------------------- | ----------------------------- | ----------------------------- | ----------------------------- | ----------------------------- | ----------------------------- |
|                               | Sadiq Khan                    | Laburista                     | 1.148.716                     | 44,2                          | 161.427                       | 55,26                         | 1.310.143                     | 56,85                         |
|                               | Zac Goldsmith                 | Conservatore                  | 909.755                       | 35,01                         | 84.859                        | 44,74                         | 994.614                       | 43,15                         |
|                               | Siân Berry                    | Verdi                         | 150.673                       | 5,8                           |                               |                               |                               |                               |
|                               | Caroline Pidgeon              | Lib Dem                       | 120.005                       | 4,6                           |                               |                               |                               |                               |
|                               | Peter Whittle                 | UKIP                          | 94.373                        | 3,6                           |                               |                               |                               |                               |
|                               | Sophie Walker                 | WEP                           | 53.055                        | 2,0                           |                               |                               |                               |                               |
|                               | George Galloway               | Respect                       | 37.007                        | 1,4                           |                               |                               |                               |                               |
|                               | Paul Golding                  | Britain                       | 31.372                        | 1,2                           |                               |                               |                               |                               |
|                               | Lee Harris                    | CISTA                         | 20.537                        | 0,8                           |                               |                               |                               |                               |
|                               | David Furness                 | BNP                           | 13.325                        | 0,5                           |                               |                               |                               |                               |
|                               | Prince Zylinski               | Indipendente                  | 13.202                        | 0,5                           |                               |                               |                               |                               |
|                               | Ankit Love                    | One Love                      | 4.941                         | 0,2                           |                               |                               |                               |                               |

### 2021
| Risultati delle Elezioni 2021 | Risultati delle Elezioni 2021 | Risultati delle Elezioni 2021 | Risultati delle Elezioni 2021 | Risultati delle Elezioni 2021 | Risultati delle Elezioni 2021 | Risultati delle Elezioni 2021 | Risultati delle Elezioni 2021 | Risultati delle Elezioni 2021 |
| Nome                          | Nome                          | Partito                       | Prima preferenza              | %                             | Seconda preferenza            | %                             | Finale                        | %                             |
| ----------------------------- | ----------------------------- | ----------------------------- | ----------------------------- | ----------------------------- | ----------------------------- | ----------------------------- | ----------------------------- | ----------------------------- |
|                               | Sadiq Khan                    | Laburista                     | 1.013.721                     | 40,0                          | 192.313                       | 55,2                          | 1.206.034                     | 55,23                         |
|                               | Shaun Bailey                  | Conservatore                  | 893.051                       | 35,3                          | 84.550                        | 44,8                          | 977.601                       | 44,77                         |
|                               | Siân Berry                    | Verdi                         | 197.976                       | 7,8                           |                               |                               |                               |                               |
|                               | Luisa Porritt                 | Lib Dem                       | 111.716                       | 4,4                           |                               |                               |                               |                               |
|                               | Niko Omilana                  | Indipendente                  | 49.628                        | 2,0                           |                               |                               |                               |                               |
|                               | Laurence Fox                  | Reclaim                       | 47.634                        | 1,9                           |                               |                               |                               |                               |
|                               | Brian Rose                    | London Real                   | 31.111                        | 1,2                           |                               |                               |                               |                               |
|                               | Richard Hewison               | Rejoin EU                     | 28.012                        | 1,1                           |                               |                               |                               |                               |
|                               | Count Binface                 | Indipendente                  | 24.775                        | 1,0                           |                               |                               |                               |                               |
|                               | Mandu Reid                    | Women's Equality              | 21.182                        | 0,8                           |                               |                               |                               |                               |
|                               | Piers Corbyn                  | Let London Live               | 20.604                        | 0,8                           |                               |                               |                               |                               |
|                               | Vanessa Hudson                | AWP                           | 16.826                        | 0,7                           |                               |                               |                               |                               |
|                               | Peter Gammons                 | UKIP                          | 14.393                        | 0,6                           |                               |                               |                               |                               |
|                               | Farah London                  | Indipendente                  | 11.869                        | 0,5                           |                               |                               |                               |                               |
|                               | David Kurten                  | Heritage                      | 11.025                        | 0,4                           |                               |                               |                               |                               |
|                               | Nims Obunge                   | Indipendente                  | 9.682                         | 0,4                           |                               |                               |                               |                               |
|                               | Steve Kelleher                | Socialdemocratico             | 8.764                         | 0,3                           |                               |                               |                               |                               |
|                               | Kam Balayev                   | Renew                         | 7.774                         | 0,3                           |                               |                               |                               |                               |
|                               | Max Fosh                      | Indipendente                  | 6.309                         | 0,2                           |                               |                               |                               |                               |
|                               | Valerie Brown                 | Burning Pink                  | 5.305                         | 0,2                           |                               |                               |                               |                               |

## Sindaci
| Sindaco | Sindaco       | Sindaco        | Sindaco                | Mandato       | Mandato           | Partito              | Occupazioni precedente |
| Sindaco | Sindaco       | Sindaco        | Sindaco                | Inizio        | Fine              | Partito              | Occupazioni precedente |
| ------- | ------------- | -------------- | ---------------------- | ------------- | ----------------- | -------------------- | --- |
| 1       |               |                | Ken Livingstone (1945) | 4 maggio 2000 | 10 giugno 2004    | Indipendente         | Tecnico di laboratorio al Chester Beatty; Leader del Greater London Council (1981–1986); MP per Brent East (1987–2001).                                                   |
| 1       |               | 10 giugno 2004 | Ken Livingstone (1945) | 4 maggio 2008 | Partito Laburista |                      | Tecnico di laboratorio al Chester Beatty; Leader del Greater London Council (1981–1986); MP per Brent East (1987–2001).                                                   |
| 2       |               |                | Boris Johnson (1964)   | 4 maggio 2008 | 3 maggio 2012     | Partito Conservatore | Giornalista (direttore di The Spectator, 1999–2005); MP per Henley (2001–2008); MP per Uxbridge and South Ruislip (dal 2015).                                             |
| 2       | 3 maggio 2012 | 9 maggio 2016  | Boris Johnson (1964)   |               |                   | Partito Conservatore | Giornalista (direttore di The Spectator, 1999–2005); MP per Henley (2001–2008); MP per Uxbridge and South Ruislip (dal 2015).                                             |
| 3       |               |                | Sadiq Khan (1970)      | 9 maggio 2016 | 9 maggio 2021     | Partito Laburista    | Avvocato per i diritti umani (1997-2005); MP per Tooting (2005–2016); Ministro di Stato ai trasporti (2009-2010); Segretario Ombra di Stato per la Giustizia (2010-2015). |
| 3       | 9 maggio 2021 | 8 maggio 2024  | Sadiq Khan (1970)      |               |                   | Partito Laburista    | Avvocato per i diritti umani (1997-2005); MP per Tooting (2005–2016); Ministro di Stato ai trasporti (2009-2010); Segretario Ombra di Stato per la Giustizia (2010-2015). |
| 3       | 8 maggio 2024 | in carica      | Sadiq Khan (1970)      |               |                   | Partito Laburista    | Avvocato per i diritti umani (1997-2005); MP per Tooting (2005–2016); Ministro di Stato ai trasporti (2009-2010); Segretario Ombra di Stato per la Giustizia (2010-2015). |

## Poteri e funzioni
| Servizio                     | Greater London Authority | London borough councils |
| ---------------------------- | ------------------------ | ----------------------- |
| Educazione                   |                          | Si                      |
| Housing                      | Si                       | Si                      |
| Planning applications        |                          | Si                      |
| Pianificazione strategica    | Si                       | Si                      |
| Pianificazione dei trasporti | Si                       | Si                      |
| Trasporto passeggeri         | Si                       |                         |
| Autostrade                   | Si                       | Si                      |
| Vigili del fuoco             | Si                       |                         |
| Servizi sociali              |                          | Si                      |
| Biblioteche                  |                          | Si                      |
| Tempo libero                 |                          | Si                      |
| Raccolta dei rifiuti         |                          | Si                      |
| Smaltimento dei rifiuti      |                          | Si                      |
| Salute ambientale            |                          | Si                      |
| Riscossione delle tasse      |                          | Si                      |

## Iniziative
Tra le iniziative prese da Ken Livingstone come sindaco vi sono stati il London congestion charge sui veicoli privati in transito nell'area centrale di Londra nei giorni feriali, la creazione della London Climate Change Agency, la London Energy Partnership  e la fondazione dell'organizzazione internazionale Large Cities Climate Leadership Group.
Si annovera anche il London Partnerships Register, un formulario volontario senza valore legale che per dare alle coppie dello stesso sesso la possibilità di registrare la loro relazione, e spianò la strada per l'introduzione delle unioni civili da parte del Parlamento del Regno Unito. A differenza di queste ultime, il London Partnerships Register è aperto a coppie eterosessuali che desiderano un riconoscimento pubblico meno impegnativo del matrimonio.
Come sindaco di Londra, Ken Livingstone fu anche un sostenitore dell'assegnazione delle Olimpiadi del 2012. In un dibattito elettorale nel programma Question Time della BBC nell'aprile 2008 dichiarò che la ragione principale era che ciò avrebbe portato finanziamenti sicuri per la riqualificazione dell'east End. Nell'estate del 2007 portò il percorso del Tour de France a Londra.
Nel maggio 2008, Boris Johnson introdusse una nuova iniziativa di sicurezza nei trasporti pubblici posizionando 440 poliziotti ad alta visibilità nelle stazioni degli autobus e nelle immediate vicinanze. Fu annunciata anche la messa al bando dell'alcool in metropolitana, autobus, ferrovie di superficie, servizi tranviari e stazioni in tutta la capitale.
Nello stesso mese, Boris Johnson annunciò la chiusura del giornale The Londoner con un risparmio di circa 2,9 milioni di sterline. Una percentuale di questa cifra sarà spesa per la piantumazione di diecimila nuovi alberi lungo le vie.

## Stipendio
Il salario del sindaco di Londra è simile a quello di un ministro del governo, attualmente di £143.911 l'anno.